# Капучини (Мачерата)
Капучини (итал. Cappuccini) насеље је у Италији у округу Мачерата, региону Марке.
Према процени из 2011. у насељу је живело 8 становника. Насеље се налази на надморској висини од 626 м.